# Will Toledo
Will Toledo (Leesburg, Virgínia, 23 de agosto de 1992) é um músico, cantor, compositor, vocalista e multi-instrumentista da banda estadunidense de indie rock, Car Seat Headrest. Nasceu em Leesburg, Virgínia e mudou-se para Seattle em 2015, iniciando sua parceria com a Matador Records.
Will Toledo começou com um projeto solo em 2010, Car Seat Headrest, publicando 12 álbuns na plataforma Bandcamp, antes de assinar com a Matador Records em 2015.

## Vida
Will Toledo nasceu em 23 de agosto de 1992 em Leesburg, Virgínia, EUA, é de ascendência mexicana e nacionalidade americana. Seu pai trabalhou para o governo do condado local e sua mãe como educadora auxiliar para crianças neurodivergentes. Ele foi exposto à música desde muito jovem, incentivado por seus pais através de The Beach Boys e The Beatles, que o influenciaram bastante na juventude.
Suas canções são geralmente gravadas com um microfone embutido no computador e um software de gravação. Durante a adolescência, Toledo gravou suas canções com sua banda Mr. Yay Okay e com o pseudônimo Nervous Young Men ainda no colégio.
Em 2010, ele se matriculou na Virginia Commonwealth University, onde passou um primeiro ano solitário antes de se transferir para o College of William and Mary em Williamsburg, onde se formou em inglês e estudos religiosos.
Will decidiu criar um projeto chamado Car Seat Headrest, porque geralmente tinha que gravar na privacidade de seu carro, onde sua família não poderia ter acesso à sua produção, assim dando o nome da banda. No início de sua carreira, ele mudou seu nome para Will Toledo, sobrenome de sua mãe, pois já havia um Will Barnes, e achou que Toledo soava melhor.
Suas maiores influências foram as bandas Radiohead, Modest Mouse, R.E.M. e Swans.

## Carreira

### 2010–2014: Universidade, Bandcamp e Furaffinity

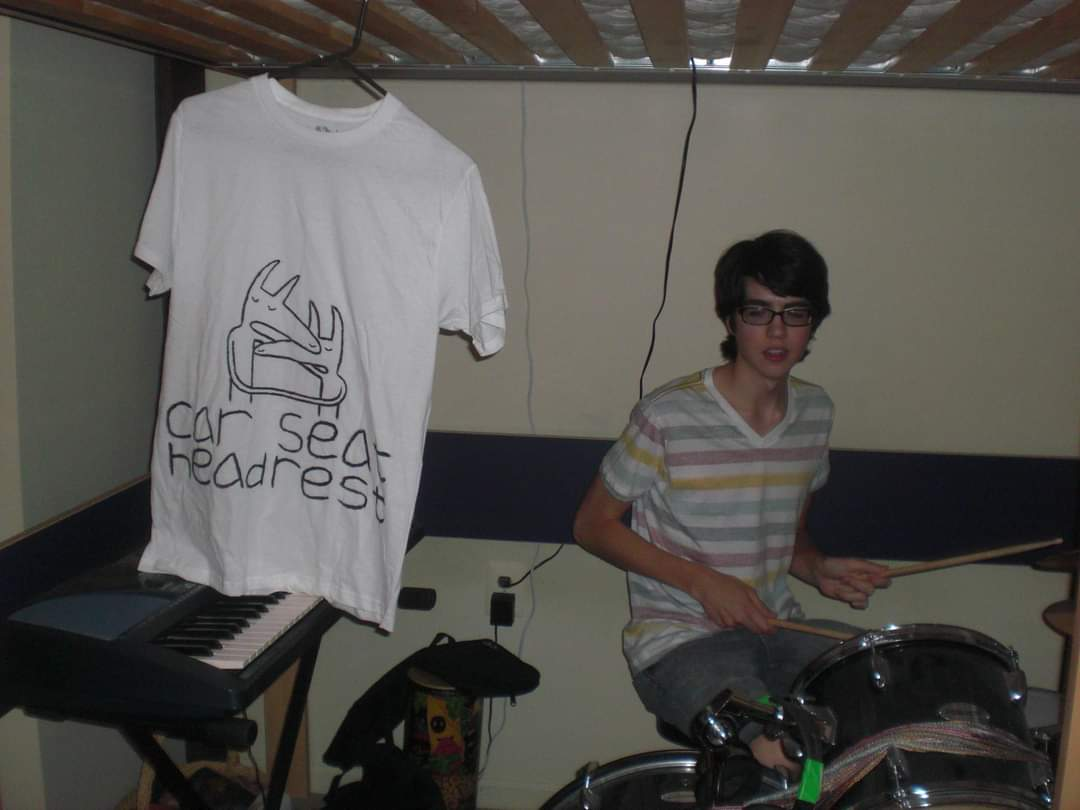
Will Toledo em 2012

Pouco antes de terminar o colegial, Toledo já lançava músicas sob o nome de Nervous Young Men e em sua banda Mr. Yay Okay, mas decidiu seguir um novo caminho, assim criando seu projeto solo, Car Seat Headrest, mantendo o anonimato para lançar suas músicas.
Em 2010, Toledo começou a lançar suas músicas no Bandcamp e no site Furaffinity. Ele lançou seus primeiros quatro álbuns em 2010, intitulados 1, 2, 3 e 4. Durante esse tempo, ele frequentou a Virginia Commonwealth University, onde lançou The Sunburned Shirts EP, que mais tarde foi combinado em parte com seu quinto álbum, Little Pieces of Paper with "No" Written on Them, e seu álbum de estreia, My Back Is Killing Me Baby, lançado em 2011.
Depois de se transferir para o College of William and Mary, Toledo lançou o álbum Twin Fantasy em 2011, seguido por Monomania e Starving While Living EP em 2012.
Em 2013, Will Toledo ingressou na estação de rádio WCWM do College of William and Mary, onde se apresentou ao vivo com os colegas de faculdade Katie Wood, Austin Ruhf e Christian Northover, e em 2013 lançou um álbum ao vivo intitulado Live at WCWM: Car Seat Headrest.
Nesse mesmo ano, Toledo lançou um novo álbum chamado Nervous Young Man, inspirado em seu primeiro projeto musical, e um álbum bônus de outtakes chamado Disjecta Membra, que logo depois foi removido.
Em 2014, lançou o EP How To Leave Town, sendo seu último álbum como um artista solo.

### 2015-2017: Matador Records, The Sims e Aparição na TV
Depois de se formar na faculdade e se mudar para Seattle, Will assinou um contrato de gravação com a Matador Records em 2015, onde decidiu recrutar outros artistas para a banda. Will Toledo conheceu o baterista Andrew Katz através do Craigslist, o guitarrista Ethan Ives em seu primeiro show e o baixista Seth Dalby na faculdade.
Em 2015, a banda lança seu álbum de estreia com a gravadora, Teens of Style, apresentando novas versões de diversas músicas antigas do projeto.
Em 2016, a banda lança um novo álbum Teens of Denial, tendo uma faixa, Just What I Needed/Not What I Needed, que apresenta partes do clássico do The Cars, Just What I Needed. No último minuto, o vocalista e compositor do The Cars, Ric Ocasek, revogou sua permissão, assim tendo a versão anterior da música descartada e regravada, forçando a Matador Records a destruir as primeiras cópias em vinil. Porém, uma versão digital do álbum foi lançada conforme programado, e a faixa foi substituída por Not What I Needed.
Mais tarde, Car Seat Headrest lança uma versão em Simlish de Not What I Needed, que aparece na trilha sonora do jogo The Sims 4: City Living.
Car Seat Headrest fez sua primeira aparição na TV, no programa de televisão The Tonight Show Starring Jimmy Fallon, performando a faixa Drunk Drivers/Killer Whales de seu álbum Teens of Denial.
Em 2017, a banda lança um remix alternativo do single War Is Coming (If You Want It) no Bandcamp por um dia, com os lucros indo para o Transgender Law Center, a maior organização legal dos transgêneros. Um remix original da faixa foi lançado dez dias depois. 
No mesmo ano, Car Seat Headrest se apresenta no Conan, performando sua nova versão de Unforgiving Girl (She's Not A Single Version).

### 2018-2019: Twin Fantasy, I Haven't Done Sh*t This Year e 1 Trait Danger
No início de 2018, Car Seat Headrest foi documentado pelo serviço mundial de streaming Tidal para produzir uma série documental nomeada I Haven't Done Sh*t This Year, lançada em 3 partes enquanto eles gravavam a versão Face to Face de Twin Fantasy e Making a Door Less Open. Uma das músicas mostradas no documentário foi Stop Lying To Me, que foi tocada ao vivo no The Vera Project em 2019, antes do lançamento de MADLO. As primeiras letras foram interpoladas como a letra principal de Deadlines (Thoughtful). 
Em fevereiro de 2018, Will voltou com uma versão totalmente regravada e em partes, reescrita do álbum Twin Fantasy, originalmente lançado em 2011, intitulado Twin Fantasy (Face to Face), tendo o original renomeado para Twin Fantasy (Mirror to Mirror).
Em 2018, Will Toledo e o baterista Andrew Katz anunciaram o projeto musical de comédia 1 Trait Danger, junto com seu álbum de estreia 1 Trait High. 
No mesmo ano, Car Seat Headrest faz sua segunda aparição no The Tonight Show Starring Jimmy Fallon, apresentando a música Bodys, do álbum Twin Fantasy (Face to Face).
Em 2019, foi lançado o segundo álbum do projeto 1 Trait Danger, intitulado 1 Trait World Tour.
Logo depois, a banda anunciou um novo álbum ao vivo chamado Commit Yourself Completely, apresentando a gravação oficial da apresentação com a participação do trio Naked Giants na Twin Fantasy Tour 2018.
Toledo produziu o segundo álbum de Stef Chura, Midnight, lançado em 2019.

### 2020–2023: MADLO, Trait e Mortis Jackrabbit
Em 2020, a banda lança seu novo álbum experimental, Making a Door Less Open, tendo reações negativas de fãs familiarizados com os trabalhos anteriores da banda.
No mesmo ano, a banda faz sua terceira aparição no The Tonight Show Starring Jimmy Fallon, apresentando a canção Can’t Cool Me Down do Making a Door Less Open.
O lançamento de MADLO também coincide com a apresentação de Trait, um personagem de um coelho antropomórfico de Toledo com uma máscara de gás e luzes de LED nos olhos. O personagem foi originalmente criado para o projeto paralelo cômico entre Will e Andrew Katz, baterista da banda, 1 Trait Danger. Logo em seguida, o 1 Trait Danger lançou 2 singles em 2020, GUS e Sleds for Christmas, e seu terceiro álbum 1 Trait Bangers em 2021. Will Toledo também afirma que criar seu alter ego Trait o ajudou a superar o nervosismo no palco.
Em 2021, os EPs MADLO: Remixes e MADLO: Influences são lançados.
MADLO: Remixes é um EP de remixes das músicas presentes no Making a Door Less Open original. Car Seat Headrest colaborou com alguns artistas neste EP, sendo Superorganism, Scuba, Yeule, Dntel (Jimmy Tamberello) e o projeto paralelo 1 Trait Danger.
MADLO: Influences é uma coleção de quatro covers destinada a comemorar o aniversário do álbum Making a Door Less Open, além de compartilhar algumas das músicas e sons que influenciaram os álbuns nova direção. Os covers e iEP são canções originalmente de Nine Inch Nails, Kate Bush, The Who e David Bowie.
Em 2022, Will Toledo se apresenta no Brooklyn Steel com seu novo alter ego, Mortis Jackrabbit, durante sua turnê norte-americana.
Mortis Jackrabbit é um personagem criado pelo músico Scurrow em sua história em quadrinhos de 2008. Esse personagem mais tarde se tornou a fursuit do produtor do álbum, Will Toledo. Ele produziu o álbum How to drive a bus de I've Made Too Much Pasta em 2021.
Também em 2022, Car Seat Headrest lança o álbum ao vivo Faces From The Masquerade, uma coleção de gravações de performances no Brooklyn Steel. 

### 2023–Presente: The Scholars
Em 2025, o décimo terceiro álbum da banda americana de indie rock, e o primeiro em cinco anos, foi lançado.
A gravação do álbum começou em 2023, depois que a turnê norte-americana de 2022 do Car Seat Headrest (também conhecida como Masquerade Tour) foi cancelada devido a problemas de saúde de Will Toledo. A gravação e a mixagem do álbum foram concluídas no início de outubro de 2024, e a masterização foi concluída nas semanas seguintes.
Depois de meses de divulgação de detalhes sobre o álbum por meio do Patreon, em 18 de fevereiro, a banda deu início oficialmente ao lançamento do álbum com o começo de uma “webquest” hospedada no site do Car Seat Headrest. O webquest premiava os jogadores com trechos de músicas depois de completarem enigmas disfarçados de trabalhos de faculdade. A webquest terminou em 28 de fevereiro, com a aula oculta “Computer Lab” revelando o título do álbum, “The Scholars”, e a arte da capa. O álbum foi anunciado oficialmente junto com seu single principal, “Gethsemane”, em 4 de março.
Alguns fatos interessantes sobre o álbum:
• Will declarou que um conceito de “rock ballet” sobre as origens de Trait (o personagem de MADLO/the Masquerade Tour e 1 Trait Danger), originalmente planejado para ser a continuação de MADLO, foi engavetado para um álbum posterior.
• A oitava faixa, “Planet Desperation”, tem 18 minutos e 52 segundos de duração, o que a torna a música mais longa da discografia do Car Seat Headrest.
• As músicas “Stop Lying To Me” (agora intitulada “You Can Love Again”), “Way Down” e “I Wish We Could Be Friends” foram todas originalmente consideradas para o álbum, mas acabaram sendo descartadas. Algumas partes dessas músicas podem ter sido retrabalhadas em outras músicas que entraram no álbum.
• Kai (lança música como d0ghead), um amigo de Will e da banda, está confirmado como tendo fornecido os vocais para o álbum. Além disso, todos os membros da banda, inclusive Seth, cantam no álbum.
• Uma música desconhecida, intitulada “Speck's Theme”, foi descartada do álbum e também do novo álbum de Toy Bastard, The War, de acordo com Ethan.
• O álbum foi tocado na íntegra em um show secreto no The Bitter End, na cidade de Nova York, em 12 de fevereiro de 2025. Os participantes do show (em sua maioria familiares e amigos da banda e membros do setor) receberam o libreto do álbum.

## Discografia

### Mr. Yay Okay(2007)
Uma época em que Will Toledo fazia parte de uma banda chamada Mr. Yay Okay com seus amigos.
| Mr. Yay Okay EP |                           |         |  |
| N.º             | Título                    | Duração |  |
| 1.              | "Victrola 209 (Hands)"    | 3:01    |  |
| 2.              | "Blunt"                   | 3:45    |  |
| 3.              | "Sinking Ships Dissapear" | 2:33    |  |
| 4.              | "Modern Rock"             | 2:29    |  |
| Duração total:  | Duração total:            | 11:01   |  |

### Nervous Young Men(2008-2010)
O início da carreira de Will Toledo, trabalhando sob o pseudônimo de Nervous Young Men.
| The Bell Jar (2008) |                             |         |  |
| N.º                 | Título                      | Duração |  |
| 1.                  | "The Bell Jar"              | 2:47    |  |
| 2.                  | "Merry Weather"             | 2:58    |  |
| 3.                  | "Last Train To Disneyworld" | 2:46    |  |
| 4.                  | "Black Hole of Calcutta"    | 3:17    |  |
| 5.                  | "AC"                        | 3:01    |  |
| 6.                  | "Where Did Love Go?"        | 4:09    |  |
| 7.                  | "Please Mr. Pilot"          | 3:02    |  |
| 8.                  | "Witch of Waste City"       | 4:19    |  |
| 9.                  | "Psychotic Love Song"       | 4:22    |  |
| 10.                 | "Clowns In My Coffee"       | 4:01    |  |
| Duração total:      | Duração total:              | 34:42   |  |

| You Were Meant To Shine (2009) |                                       |         |  |
| N.º                            | Título                                | Duração |  |
| 1.                             | "You Were Meant To Shine"             | 3:13    |  |
| 2.                             | "Splintered"                          | 2:49    |  |
| 3.                             | "The Scary Girl"                      | 3:50    |  |
| 4.                             | "Broken Feelings"                     | 3:22    |  |
| 5.                             | "Hey Wats Gud?"                       | 2:44    |  |
| 6.                             | "Walking Radon"                       | 0:49    |  |
| 7.                             | "Everybody's Dead"                    | 3:56    |  |
| 8.                             | "Tragically So (So I'll Feel Better)" | 4:05    |  |
| Duração total:                 | Duração total:                        | 24:48   |  |

| I Need Money Not Friends (2009) |                                                                  |         |  |
| N.º                             | Título                                                           | Duração |  |
| 1.                              | "Boxing Day"                                                     | 15:52   |  |
| 2.                              | "Two Years In The Wilderness"                                    | 4:35    |  |
| 3.                              | "The End Of Salutary Neglect"                                    | 3:26    |  |
| 4.                              | "Kara"                                                           | 3:32    |  |
| 5.                              | "ah, eight grade"                                                | 4:08    |  |
| 6.                              | "Walking Down The Street"                                        | 4:06    |  |
| 7.                              | "The Caning of Charles Sumner (This Is A Goodbye Kiss, You Dog)" | 3:32    |  |
| 8.                              | "Pats New Nemesis"                                               | 1:55    |  |
| 9.                              | "Spicy"                                                          | 3:42    |  |
| 10.                             | "Mannequin Depression"                                           | 3:23    |  |
| 11.                             | "Na Na Na"                                                       | 5:52    |  |
| 12.                             | "Train Lane"                                                     | 5:38    |  |
| Duração total:                  | Duração total:                                                   | 59:41   |  |

| Fangface (2009) |                                               |         |  |
| N.º             | Título                                        | Duração |  |
| 1.              | "Are You Wearing Short Shorts? What The Hell" | 3:40    |  |
| 2.              | "Bignose"                                     | 5:39    |  |
| 3.              | "Die"                                         | 5:10    |  |
| 4.              | "Fuck Merge Records"                          | 1:17    |  |
| 5.              | "Gray Eyes"                                   | 2:05    |  |
| 6.              | "Hazelnut Games"                              | 2:15    |  |
| 7.              | "Irritation"                                  | 5:20    |  |
| 8.              | "Skyscraper Delight"                          | 3:27    |  |
| 9.              | "The Nite Owl"                                | 4:06    |  |
| 10.             | "Vicodin"                                     | 3:02    |  |
| Duração total:  | Duração total:                                | 36:01   |  |

| Boxing Day (2009) |                                                                  |         |  |
| N.º               | Título                                                           | Duração |  |
| 1.                | "Boxing Day"                                                     | 15:52   |  |
| 2.                | "Two Years In The Wilderness"                                    | 4:35    |  |
| 3.                | "The End Of Salutary Neglect"                                    | 3:26    |  |
| 4.                | "The Caning of Charles Sumner (This Is A Goodbye Kiss, You Dog)" | 3:32    |  |
| 5.                | "Senseless Sound"                                                | 4:20    |  |
| 6.                | "Pats New Nemesis"                                               | 1:55    |  |
| 7.                | "Mannequin Depression"                                           | 3:23    |  |
| 8.                | "Train Lane"                                                     | 5:38    |  |
| Duração total:    | Duração total:                                                   | 42:41   |  |

| The Loudness War (2009) |                                                                      |         |  |
| N.º                     | Título                                                               | Duração |  |
| 1.                      | "Glad To Be So Angry"                                                | 5:40    |  |
| 2.                      | "Don't Have Time"                                                    | 3:55    |  |
| 3.                      | "Trapped!"                                                           | 4:01    |  |
| 4.                      | "806"                                                                | 8:05    |  |
| 5.                      | "L'Inconnue de la Seine"                                             | 5:22    |  |
| 6.                      | "They Walked By, And Then They Were Gone"                            | 4:20    |  |
| 7.                      | "ISF"                                                                | 3:58    |  |
| 8.                      | "For Three Days And Nights The Displaced Eyeball Plummeted To Earth" | 4:49    |  |
| 9.                      | "Big Jacket"                                                         | 5:25    |  |
| 10.                     | "(Everything) Will Be Fine (From Now On)"                            | 5:42    |  |
| Duração total:          | Duração total:                                                       | 51:29   |  |

| Katzenjammer (2009) |                                             |         |  |
| N.º                 | Título                                      | Duração |  |
| 1.                  | "One On The Left"                           | 3:38    |  |
| 2.                  | "Head Over Heels"                           | 4:22    |  |
| 3.                  | "2.24"                                      | 2:47    |  |
| 4.                  | "Chlorine"                                  | 1:45    |  |
| 5.                  | "I Lost My Baby In Williamsburg"            | 3:12    |  |
| 6.                  | "Photographic Memory"                       | 3:46    |  |
| 7.                  | "Dinner At Cici's"                          | 5:32    |  |
| 8.                  | "The Battle of Bushy Run (Staying Up Late)" | 7:27    |  |
| 9.                  | "Pomegranate Trees In July"                 | 4:21    |  |
| 10.                 | "Doodle"                                    | 4:04    |  |
| Duração total:      | Duração total:                              | 40:54   |  |

| Nervous Young Men (2010) |                                |         |  |
| N.º                      | Título                         | Duração |  |
| 1.                       | "Napoleon (March Into Russia)" | 5:28    |  |
| 2.                       | "The Nite Owl"                 | 4:06    |  |
| 3.                       | "Die"                          | 5:10    |  |
| 4.                       | "Vicodin"                      | 3:02    |  |
| 5.                       | "Hazelnut Games"               | 2:15    |  |
| 6.                       | "Skyscraper Delight"           | 3:27    |  |
| 7.                       | "Bignose"                      | 5:39    |  |
| Duração total:           | Duração total:                 | 29:07   |  |

### Car Seat Headrest(2010-Presente)
Singles
- "Something Soon" (2015)
- "No Passion" (2015)
- "Times to Die" (2015)
- "Does It Feel Good (To Say Goodbye?)" (2016)
- "Drunk Drivers/Killer Whales (Single Version)" (2016)
- "Culture" (2016)
- "America" (2016)
- "War Is Coming (If You Want It)" (2017)
- "War Is Coming (If You Want It) [March Mix]" (2017)
- "Beach Life-in-Death" (2017)
- "Nervous Young Inhumans" (2018)
- "Cute Thing" (2018)
- "My Boy (Twin Fantasy)" (2018)
- "Stop Lying to Me" (2019)
- "Can't Cool Me Down" (2020)
- "Martin" (2020)
- "Hollywood" (2020)
- "Hollywood (Alternate Acoustic)" (2020)
- "Hollywood (Radio Version)" (2020
- "There Must Be More Than Blood" (2020

Vídeos Musicais
- "Sunburned Shirts" (2010)
- "Something Soon" (2011)
- "No Passion" (2015)
- "Something Soon" (2015)
- "Vincent" (2016)
- "Drunk Drivers/Killer Whales" (2016)
- "Nervous Young Inhumans" (2018)
- "Hollywood" (2020)

Artista Convidado
- "Cate Wurtz – Death In Modern America 1977-1997" (2011)
- "Gold Connections – Popular Fiction" (2015)
- "The Quad Dub – Wicketkeeper, Hyperturf, Brunch, Car Seat Headrest" (2016)
- "Gold Connections – Gold Connections" (2017)
- "Naked Days – My Head Hz" (2021)

### EPs
| Sunburned Shirts (2010) |                               |         |  |
| N.º                     | Título                        | Duração |  |
| 1.                      | "Sunburned Shirts"            | 3:48    |  |
| 2.                      | "Father, Flesh In Rags"       | 4:58    |  |
| 3.                      | "100 Minutes Of Solitude"     | 2:30    |  |
| 4.                      | "Get Better Song Titles Punk" | 3:37    |  |
| 5.                      | "P.o.w"                       | 5:08    |  |
| Duração total:          | Duração total:                | 20:11   |  |

| Starving While Living (2013) |                  |         |  |
| N.º                          | Título           | Duração |  |
| 1.                           | "It's Only Sex " | 4:43    |  |
| 2.                           | "Reuse The Cels" | 4:41    |  |
| 3.                           | "I Hate Living"  | 5:10    |  |
| 4.                           | "Devil Moon"     | 3:27    |  |
| 5.                           | "Oh! Starving"   | 3:53    |  |
| Duração total:               | Duração total:   | 21:55   |  |

| How To Leave Town (2014) |                                                                 |         |  |
| N.º                      | Título                                                          | Duração |  |
| 1.                       | "The Ending of Dramamine"                                       | 14:17   |  |
| 2.                       | "Beast Monster Thing (Love Isn't Love Enough)"                  | 6:52    |  |
| 3.                       | "Kimochi Warui (When? When? When? When? When? When? When?)"     | 4:44    |  |
| 4.                       | "I-94 W (832 Mi)"                                               | 1:26    |  |
| 5.                       | "You're In Love With Me"                                        | 5:42    |  |
| 6.                       | "America (Never Been)"                                          | 7:15    |  |
| 7.                       | "I Want You to Know That I'm Awake / I Hope That You're Asleep" | 8:43    |  |
| 8.                       | "Is This Dust Really from the Titanic?"                         | 1:57    |  |
| 9.                       | "Hey, Space Cadet (Beast Monster Thing in Space)"               | 11:26   |  |
| Duração total:           | Duração total:                                                  | 60:29   |  |

| MADLO: Remixes (2020) |                                    |         |  |
| N.º                   | Título                             | Duração |  |
| 1.                    | "Martin (Superorganism Remix)"     | 2:43    |  |
| 2.                    | "Martin (1 Trait Danger Remix)"    | 3:29    |  |
| 3.                    | "Weightlifters (Scuba Remix)"      | 5:06    |  |
| 4.                    | "Deadlines (yeule Remix)"          | 3:55    |  |
| 5.                    | "Life Worth Missing (Dntel Remix)" | 3:49    |  |
| Duração total:        | Duração total:                     | 19:04   |  |

| MADLO: Influences (2021) |                        |         |  |
| N.º                      | Título                 | Duração |  |
| 1.                       | "Golden Years"         | 4:34    |  |
| 2.                       | "Substitute"           | 3:47    |  |
| 3.                       | "March of the Pigs"    | 2:46    |  |
| 4.                       | "Running Up That Hill" | 6:30    |  |
| Duração total:           | Duração total:         | 17:37   |  |

### Álbuns ao vivo
| Live at WCWM: Car Seat Headrest (2013) |                  |         |  |
| N.º                                    | Título           | Duração |  |
| 1.                                     | "Stoop Kid"      | 4:07    |  |
| 2.                                     | "Act Suspicious" | 1:32    |  |
| 3.                                     | "Kitty Pryde"    | 5:48    |  |
| 4.                                     | "Los Borrachos"  | 5:42    |  |
| 5.                                     | "Bodys"          | 5:53    |  |
| Duração total:                         | Duração total:   | 23:28   |  |

| Spotify Sessions (2016) |                                                              |         |  |
| N.º                     | Título                                                       | Duração |  |
| 1.                      | "Intro - Live from Spotify House SXSW '16"                   | 0:25    |  |
| 2.                      | "The Ending Of Dramamine - Live from Spotify House SXSW '16" | 5:48    |  |
| 3.                      | "Instrumental Reprise - Live from Spotify House SXSW '16"    | 2:27    |  |
| 4.                      | "Times To Die - Live from Spotify House SXSW '16"            | 6:50    |  |
| 5.                      | "Vincent - Live from Spotify House SXSW '16"                 | 7:00    |  |
| 6.                      | "America - Live from Spotify House SXSW '16"                 | 7:13    |  |
| Duração total:          | Duração total:                                               | 29:43   |  |

| Commit Yourself Completely (2019) |                                                                                |         |  |
| N.º                               | Título                                                                         | Duração |  |
| 1.                                | "Cosmic Hero (Live at the Tramshed, Cardiff, Wales)"                           | 10:26   |  |
| 2.                                | "Fill In The Blank (Live at Newport Music Hall, Columbus, OH)"                 | 05:05   |  |
| 3.                                | "Drugs With Friends (Live at La Lune des Pirates, Amiens, France)"             | 06:16   |  |
| 4.                                | "Bodys (Live at La Lune des Pirates, Amiens, France)"                          | 06:01   |  |
| 5.                                | "Cute Thing (Live at O2 Forum Kentish Town, London, England)"                  | 06:23   |  |
| 6.                                | "Drunk Drivers/Killer Whales (Live at O2 Forum Kentish Town, London, England)" | 08:45   |  |
| 7.                                | "Destroyed By Hippie Powers (Live at the Crystal Ballroom, Portland, OR)"      | 05:28   |  |
| 8.                                | "Ivy (Live at the Capitol Theater, Olympia, WA)"                               | 05:11   |  |
| 9.                                | "Beach Life-in-Death (Live at Crossroads, KC, Kansas City, MO)"                | 13:22   |  |
| Duração total:                    | Duração total:                                                                 | 66:57   |  |

| Faces From The Masquerade (2023) |                                                                |         |  |
| N.º                              | Título                                                         | Duração |  |
| 1.                               | "Crows (Live at Brooklyn Steel)"                               | 8:16    |  |
| 2.                               | "Weightlifters (Live at Brooklyn Steel)"                       | 5:22    |  |
| 3.                               | "Fill in the Blank (Live at Brooklyn Steel)"                   | 4:54    |  |
| 4.                               | "Hymn (Live at Brooklyn Steel)"                                | 4:04    |  |
| 5.                               | "Hollywood (Live at Brooklyn Steel)"                           | 3:53    |  |
| 6.                               | "Bodys (Live at Brooklyn Steel)"                               | 6:18    |  |
| 7.                               | "Something Soon (Live at Brooklyn Steel)"                      | 4:32    |  |
| 8.                               | "1937 State Park (Live at Brooklyn Steel)"                     | 4:39    |  |
| 9.                               | "Sober to Death (Live at Brooklyn Steel)"                      | 5:58    |  |
| 10.                              | "Drunk Drivers/Killer Whales (Live at Brooklyn Steel)"         | 7:26    |  |
| 11.                              | "It's My Child (I'll Do What I Like) (Live at Brooklyn Steel)" | 6:07    |  |
| 12.                              | "Beach Life-In-Death (Live at Brooklyn Steel)"                 | 13:34   |  |
| 13.                              | "Deadlines (Live at Brooklyn Steel)"                           | 09:18   |  |
| Duração total:                   | Duração total:                                                 | 1:24:35 |  |

### Compilações
| Little Pieces Of Paper With "No" Written On Them (2010) |                                          |         |  |
| N.º                                                     | Título                                   | Duração |  |
| 1.                                                      | "leave together"                         | 2:39    |  |
| 2.                                                      | "I don't want you"                       | 3:22    |  |
| 3.                                                      | "I am afraid of literally everything"    | 1:31    |  |
| 4.                                                      | "100 minutes of solitude"                | 2:20    |  |
| 5.                                                      | "neon sign"                              | 3:09    |  |
| 6.                                                      | "samson's golden axe"                    | 1:43    |  |
| 7.                                                      | "I scream social"                        | 1:48    |  |
| 8.                                                      | "wachovia receipts"                      | 2:17    |  |
| 9.                                                      | "the singles song"                       | 2:00    |  |
| 10.                                                     | "get better get well"                    | 3:37    |  |
| 11.                                                     | "squid desert"                           | 3:23    |  |
| 12.                                                     | "ff"                                     | 3:47    |  |
| 13.                                                     | "nothing"                                | 3:00    |  |
| 14.                                                     | "surf jerk"                              | 2:32    |  |
| 15.                                                     | "a pleasant sort of terror"              | 3:04    |  |
| 16.                                                     | "total burn"                             | 2:24    |  |
| 17.                                                     | "when I'm here"                          | 3:28    |  |
| 18.                                                     | "the staying song"                       | 5:38    |  |
| 19.                                                     | "I CAN TALK WITH MY EYES SHUT"           | 7:36    |  |
| 20.                                                     | "the vice president of google and et al" | 3:29    |  |
| Duração total:                                          | Duração total:                           | 64:57   |  |

| Disjecta Membra (2013) |                                                          |         |  |
| N.º                    | Título                                                   | Duração |  |
| 1.                     | "Endpiece"                                               | 0:41    |  |
| 2.                     | "Please Mr. Pilot"                                       | 3:12    |  |
| 3.                     | "2:24"                                                   | 2:56    |  |
| 4.                     | "The Hard Part"                                          | 3:36    |  |
| 5.                     | "Sound Man/Low Fidelity"                                 | 5:12    |  |
| 6.                     | "Napoleon (March Into Russia"                            | 6:07    |  |
| 7.                     | "Drunk On A Work Night"                                  | 1:19    |  |
| 8.                     | "Love Me Too Much"                                       | 3:28    |  |
| 9.                     | "Dream: Encounter On Smoke Mountain"                     | 10:00   |  |
| 10.                    | "Sinner"                                                 | 5:28    |  |
| 11.                    | "When Will My Man Come"                                  | 6:56    |  |
| 12.                    | "Hi Life"                                                | 4:02    |  |
| 13.                    | "AC"                                                     | 2:48    |  |
| 14.                    | "If Not, Then Oh Well"                                   | 5:56    |  |
| 15.                    | "Memories (Leonard Cohen Cover)"                         | 5:31    |  |
| 16.                    | "KS"                                                     | 6:35    |  |
| 17.                    | "Unfinished: Pain Star (If Heaven Is Full Of People...)" | 4:38    |  |
| Duração total:         | Duração total:                                           | 78:26   |  |

### Álbuns de estúdio
| 1 (2010)       |                               |         |  |
| N.º            | Título                        | Duração |  |
| 1.             | "tybee island horse ghosts"   | 4:55    |  |
| 2.             | "good sunday"                 | 4:07    |  |
| 3.             | "big jacket "                 | 4:35    |  |
| 4.             | "Cesare the somnambulist"     | 4:05    |  |
| 5.             | "happy/ugly"                  | 2:56    |  |
| 6.             | "David Lynch versus the moon" | 3:22    |  |
| 7.             | "his shiny customers"         | 2:37    |  |
| 8.             | "up all night"                | 2:59    |  |
| 9.             | "inside the bell jar"         | 2:15    |  |
| 10.            | "july new hey"                | 2:41    |  |
| 11.            | "kid war"                     | 5:09    |  |
| 12.            | "you have to go to college"   | 2:38    |  |
| 13.            | "yes bulletin"                | 3:25    |  |
| 14.            | "mortgages for veterans"      | 5:47    |  |
| 15.            | "my dad just passed out"      | 2:24    |  |
| 16.            | "what does OUJ stand for "    | 3:23    |  |
| Duração total: | Duração total:                | 57:47   |  |

| 2 (2010)       | |         |  |
| N.º            | Título | Duração |  |
| 1.             | "smokezone" | 3:16    |  |
| 2.             | "this one time I went to a coffee house because some guy I knew was playing and I just sat there for an hour and didn't talk to anyone and then I came home and wrote this song" | 2:18    |  |
| 3.             | "we are in space" | 4:06    |  |
| 4.             | "it's you, you're the asshole that made this" | 2:50    |  |
| 5.             | "shoelaces" | 3:10    |  |
| 6.             | "act suspicious" | 1:36    |  |
| 7.             | "reversible jacket" | 2:50    |  |
| 8.             | "the majestic hotel" | 2:12    |  |
| 9.             | "90" | 2:20    |  |
| 10.            | "fiction I " | 3:49    |  |
| 11.            | "hanging out with my mom in women's apparel" | 3:06    |  |
| 12.            | "...then it will be exactly the same as earth" | 2:53    |  |
| Duração total: | Duração total: | 34:26   |  |

| 3 (2010)       |                                         |         |  |
| N.º            | Título                                  | Duração |  |
| 1.             | "no starving"                           | 2:51    |  |
| 2.             | "portrait of the artist as a young fag" | 3:51    |  |
| 3.             | "beach weak"                            | 3:58    |  |
| 4.             | "foreign song"                          | 4:20    |  |
| 5.             | "psst, teenagers, take off your clo"    | 1:02    |  |
| 6.             | "sun hot"                               | 2:10    |  |
| 7.             | "beach fagz"                            | 5:50    |  |
| 8.             | "summer bummer"                         | 2:26    |  |
| 9.             | "ryan north by northwest"               | 4:06    |  |
| 10.            | "beach drugs"                           | 3:49    |  |
| 11.            | "beach death"                           | 4:00    |  |
| 12.            | "beach funeral"                         | 3:10    |  |
| 13.            | "oh! starving"                          |         |  |
| Duração total: | Duração total:                          | 50:46   |  |

| 4 (2010)       |                                                                      |         |  |
| N.º            | Título                                                               | Duração |  |
| 1.             | "a good bridge to never cross until there's no doubt that he's dead" | 6:20    |  |
| 2.             | "who even knows"                                                     | 3:04    |  |
| 3.             | "even the who knows"                                                 | 3:22    |  |
| 4.             | "not "kidding" around"                                               | 5:53    |  |
| 5.             | "heartless dick"                                                     | 1:23    |  |
| 6.             | "dickless heart"                                                     | 7:06    |  |
| 7.             | "feel like daniel johnston "                                         | 4:12    |  |
| 8.             | "the ghost of bob saget"                                             | 6:56    |  |
| 9.             | "around"                                                             | 5:20    |  |
| Duração total: | Duração total:                                                       | 43:36   |  |

| My Back Is Killing Me Baby (2011) |                          |         |  |
| N.º                               | Título                   | Duração |  |
| 1.                                | "the drum"               | 3:53    |  |
| 2.                                | "happy news for sadness" | 4:57    |  |
| 3.                                | "sunburned shirts"       | 3:48    |  |
| 4.                                | "stoop kid"              | 4:28    |  |
| 5.                                | "something soon"         | 4:22    |  |
| 6.                                | "no passion"             | 2:56    |  |
| 7.                                | "father, flesh in rags"  | 4:58    |  |
| 8.                                | "strangers"              | 5:52    |  |
| 9.                                | "lawns"                  | 3:46    |  |
| 10.                               | "p.o.w"                  | 5:10    |  |
| 11.                               | "open-mouthed boy"       | 2:59    |  |
| Duração total:                    | Duração total:           | 47:26   |  |

| Twin Fantasy (Mirror to Mirror) (2011) |                             |         |  |
| N.º                                    | Título                      | Duração |  |
| 1.                                     | "My Boy (Twin Fantasy)"     | 2:49    |  |
| 2.                                     | "Beach Life-In-Death"       | 12:10   |  |
| 3.                                     | "Stop Smoking"              | 1:27    |  |
| 4.                                     | "Sober To Death"            | 5:03    |  |
| 5.                                     | "Nervous Young Inhumans"    | 4:14    |  |
| 6.                                     | "Bodys"                     | 6:15    |  |
| 7.                                     | "Cute Thing"                | 5:21    |  |
| 8.                                     | "High To Death"             | 5:36    |  |
| 9.                                     | "Famous Prophets (Minds)"   | 10:20   |  |
| 10.                                    | "Twin Fantasy (Those Boys)" | 6:28    |  |
| Duração total:                         | Duração total:              | 62:02   |  |

| Monomania (2012) |                                                                       |         |  |
| N.º              | Título                                                                | Duração |  |
| 1.               | "Romantic Theory"                                                     | 3:42    |  |
| 2.               | "Misheard Lyrics (Feat. Nora Knight)"                                 | 5:38    |  |
| 3.               | "Times To Die"                                                        | 6:40    |  |
| 4.               | "Overexposed (Enjoy)"                                                 | 4:33    |  |
| 5.               | "Los Borrachos (I Don’t Have Any Hope Left, But The Weather Is Nice)" | 6:06    |  |
| 6.               | "Souls"                                                               | 9:42    |  |
| 7.               | "Maud Gone"                                                           | 5:36    |  |
| 8.               | "Sleeping With Strangers"                                             | 5:17    |  |
| 9.               | "Anchorite (Love You Very Much)"                                      | 14:04   |  |
| Duração total:   | Duração total:                                                        | 64:13   |  |

| Nervous Young Man (2013) |                                              |         |  |
| N.º                      | Título                                       | Duração |  |
| 1.                       | "Boxing Day"                                 | 15:34   |  |
| 2.                       | "We Can't Afford (Your Depression Anymore)"  | 4:39    |  |
| 3.                       | "Don't Remind Me"                            | 4:45    |  |
| 4.                       | "Homes"                                      | 6:30    |  |
| 5.                       | "Afterglow"                                  | 5:04    |  |
| 6.                       | "Jerks"                                      | 5:30    |  |
| 7.                       | "Broken Birds (Rest In Pieces)"              | 8:21    |  |
| 8.                       | "The Gun Song"                               | 16:05   |  |
| 9.                       | "Goodbye Love"                               | 1:48    |  |
| 10.                      | "I Can Play The Piano"                       | 5:19    |  |
| 11.                      | "Crows (Rest In Bigger Pieces Mix)"          | 4:23    |  |
| 12.                      | "I Wanna Sweat"                              | 5:51    |  |
| 13.                      | "Burning Man"                                | 5:32    |  |
| 14.                      | "Dreams Fall Hard"                           | 6:30    |  |
| 15.                      | "Plane Crash Blues (I Can't Play The Piano)" | 5:43    |  |
| 16.                      | "Big Jacket"                                 | 5:04    |  |
| 17.                      | "Death At The Movies"                        | 6:54    |  |
| 18.                      | "Jus' Tired"                                 | 5:26    |  |
| 19.                      | "Some Strange Angel"                         | 5:48    |  |
| 20.                      | "Knife In The Coffee"                        | 4:25    |  |
| Duração total:           | Duração total:                               | 129:11  |  |

| Teens of Style (2015) |                                                                       |         |  |
| N.º                   | Título                                                                | Duração |  |
| 1.                    | "Sunburned Shirts"                                                    | 6:02    |  |
| 2.                    | "The Drum"                                                            | 5:37    |  |
| 3.                    | "Something Soon"                                                      | 5:50    |  |
| 4.                    | "No Passion"                                                          | 5:17    |  |
| 5.                    | "Times to Die"                                                        | 7:28    |  |
| 6.                    | "Strangers"                                                           | 6:48    |  |
| 7.                    | "Maud Gone"                                                           | 5:28    |  |
| 8.                    | "Los Borrachos (I Don't Have Any Hope Left, But the Weather Is Nice)" | 4:36    |  |
| 9.                    | "Bad Role Models, Old Idols Exhumed (PS: New Year's Evil)"            | 5:09    |  |
| 10.                   | "Oh! Starving"                                                        | 5:47    |  |
| Duração total:        | Duração total:                                                        | 47:29   |  |

| Teens of Denial (2016) |                                                                                                |         |  |
| N.º                    | Título                                                                                         | Duração |  |
| 1.                     | "Fill in the Blank"                                                                            | 3:13    |  |
| 2.                     | "Vincent"                                                                                      | 7:52    |  |
| 3.                     | "Destroyed by Hippie Powers"                                                                   | 5:12    |  |
| 4.                     | "(Joe Gets Kicked Out of School for Using) Drugs With Friends (But Says This Isn't a Problem)" | 6:45    |  |
| 5.                     | "Just What I Needed/Not Just What I Needed"                                                    | 5:43    |  |
| 6.                     | "Drunk Drivers/Killer Whales"                                                                  | 6:13    |  |
| 7.                     | "1937 State Park"                                                                              | 4:53    |  |
| 8.                     | "Unforgiving Girl (She's Not An)"                                                              | 8:32    |  |
| 9.                     | "Cosmic Hero"                                                                                  | 6:41    |  |
| 10.                    | "The Ballad of the Costa Concordia"                                                            | 11:46   |  |
| 11.                    | "Connect the Dots (The Saga of Frank Sinatra)"                                                 | 5:52    |  |
| 12.                    | "Joe Goes to School"                                                                           | 6:44    |  |
| Duração total:         | Duração total:                                                                                 | 64:41   |  |

| Twin Fantasy (Face to Face) (2018) |                              |         |  |
| N.º                                | Título                       | Duração |  |
| 1.                                 | "My Boy (Twin Fantasy)"      | 3:17    |  |
| 2.                                 | "Beach Life-In-Death"        | 13:34   |  |
| 3.                                 | "Stop Smoking (We Love You)" | 1:34    |  |
| 4.                                 | "Sober to Death"             | 5:04    |  |
| 5.                                 | "Nervous Young Inhumans"     | 4:16    |  |
| 6.                                 | "Bodys"                      | 6:43    |  |
| 7.                                 | "Cute Thing"                 | 6:40    |  |
| 8.                                 | "High to Death"              | 8:35    |  |
| 9.                                 | "Famous Prophets (Stars)"    | 16:23   |  |
| 10.                                | "Twin Fantasy (Those Boys)"  | 12:11   |  |
| Duração total:                     | Duração total:               | 62:02   |  |

| Making a Door Less Open (2020) |                                 |         |  |
| N.º                            | Título                          | Duração |  |
| 1.                             | "Weightlifters"                 | 5:40    |  |
| 2.                             | "Can't Cool Me Down"            | 5:09    |  |
| 3.                             | "Deadlines (Hostile)"           | 4:21    |  |
| 4.                             | "Hollywood"                     | 3:22    |  |
| 5.                             | "Hymn (Remix)"                  | 2:48    |  |
| 6.                             | "Martin"                        | 3:27    |  |
| 7.                             | "Deadlines (Thoughtful)"        | 5:51    |  |
| 8.                             | "What's With You Lately"        | 1:34    |  |
| 9.                             | "Life Worth Missing"            | 4:54    |  |
| 10.                            | "There Must Be More Than Blood" | 7:34    |  |
| 11.                            | "Famous"                        | 2:44    |  |
| Duração total:                 | Duração total:                  | 47:28   |  |

| The Scholars (2025) |                                              |         |  |
| N.º                 | Título                                       | Duração |  |
| 1.                  | "CCF (I'm Gonna Stay with You)"              | 8:11    |  |
| 2.                  | "Devereaux"                                  | 4:30    |  |
| 3.                  | "Lady Gay Approximately"                     | 3:47    |  |
| 4.                  | "The Catastrophe (Good Luck with That, Man)" | 5:28    |  |
| 5.                  | "Equals"                                     | 4:11    |  |
| 6.                  | "Gethsemane"                                 | 10:51   |  |
| 7.                  | "Reality"                                    | 11:14   |  |
| 8.                  | "Planet Desperation"                         | 18:52   |  |
| 9.                  | "True/False Lover"                           | 3:28    |  |
| Duração total:      | Duração total:                               | 70:32   |  |